# Архонт (гностицизм)
Архо́нт (др.-греч. ἄρχων — «князь») — термин, использовавшийся в раннехристианскую эпоху (особенно у гностиков) для обозначения духов-мироправителей.
В гностических представлениях архонты рассматриваются как творцы материального космоса, а заодно и нравственного демиургического закона как системы запретов и заповедей, делающих человека рабом материи.
У раннегностической секты офитов архонты имеют отчасти имена архангелов и зооморфное обличье: у Михаила лик льва, у Суриила — быка, у Рафаила — змея, у Гавриила — орла, у Фавфаваофа — медведя, у Ератаофа — пса, у Фарфаваофа или Оноила («ослобог») — осла; между этой семёркой архонтов стихии и народы поделены по жребию.
Верховный архонт, отождествляемый также с Абраксасом, дух космического целого, не будучи абсолютно злым, пребывал, однако, в греховном невежестве относительно существования бесконечно превосходящего его абсолютного Бога, за которого принимал самого себя; вывести его из этого заблуждения призван его сын, превосходящий его мудростью и благостью.
Иногда, как в гностической системе Василида, образ верховного архонта раздваивается на «великого архонта», царившего от Адама до Моисея, и «второго архонта», даровавшего при Моисее Закон.
В мандействе и манихействе архонты — наиболее сильные из слуг дьявола, прежде всего, пять архонтов стихий, которые противостоят пяти сыновьям Первочеловека, а также семь архонтов планет (образы семи страстей). Многие архонты были убиты в первую космическую битву, и из их тел был создан имеющийся смешанный мир.